# Babka (Łączki Kobylańskie)

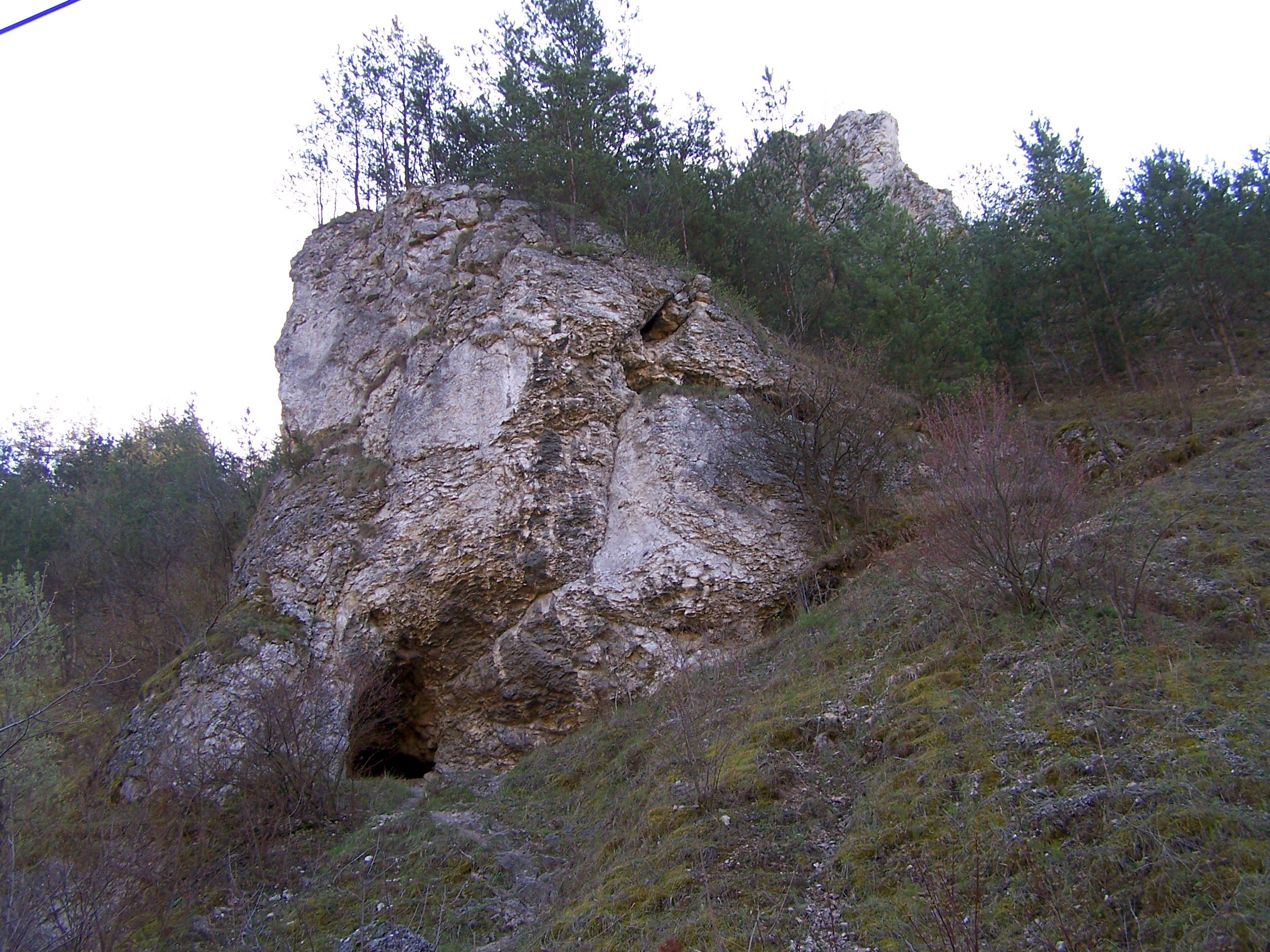
Babka z otworami schroniska I i II

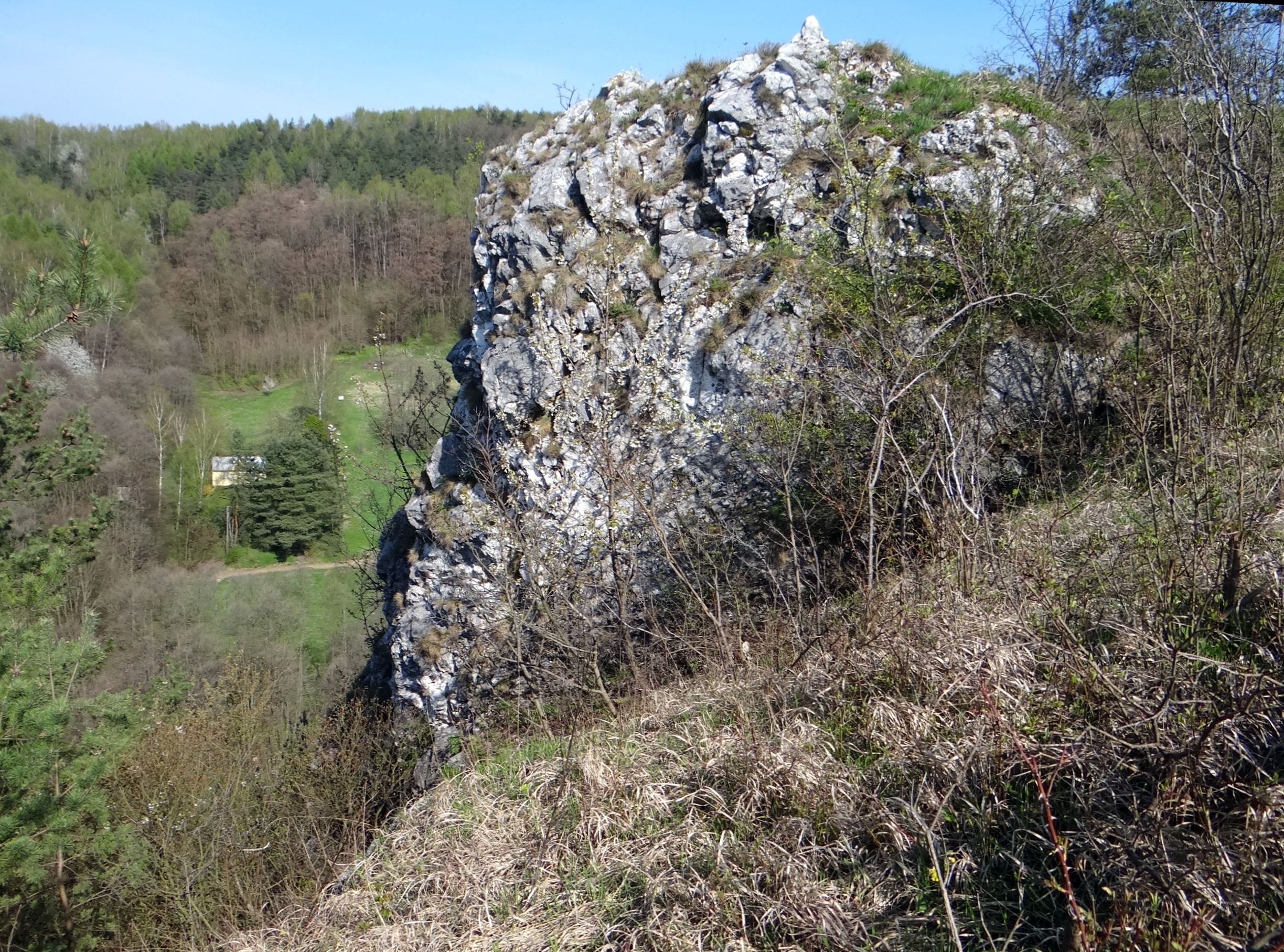
Babka od południa

Babka – skała w Łączkach Kobylańskich, we wsi Kobylany, w gminie Zabierzów, w powiecie krakowskim, w województwie małopolskim. Znajduje się na północno-zachodnich bardzo stromych stokach wzniesienia Żarnowa. Stoki te tworzą orograficznie lewe ograniczenie najniższej części Doliny Będkowskiej/ Jest to obszar Wyżyny Olkuskiej wchodzącej w skład Wyżyny Krakowsko-Częstochowskiej.
Skała Babka zbudowana jest z późnojurajskich wapieni skalistych. Od północno-zachodniej i południowej stromy jest prawie pionowa, od wschodniej strony przechodzi w płaską wierzchowinę. Znajduje się w krzaczastych zaroślach, ale jest częściowo widoczna z drogi z Brzezinki do Łączek Kobylańskich. Wznosi się tuż powyżej drewnianej wiaty i tablic ścieżki edukacyjnej zamontowanych po prawej stronie tej drogi. Jedna z tych tablic opisuje wspinaczkę skalną w Dolinie Będkowskiej. Skała Babka jest bardzo krucha i nie zainteresowała wspinaczy.
Babka ma trzy niewielkie wierzchołki prawie tej samej wysokości. Są w niej 3 schroniska skalne: Schronisko w Łączkach Pierwsze, Schronisko w Łączkach Drugie i Schronisko w Łączkach Trzecie. Schronisko I i II znajdują się w najbardziej na południowy zachód wysuniętej części skały i ich otwory są widoczne z drogi (zwłaszcza duży otwór schroniska I). Schronisko II ma otwór w górnej części skały, poniżej jej wierzchołka środkowego.
Na Żarnowej oprócz Babki są jeszcze dwie inne wybitne skały: Dziadek (tuż po północnej stronie Babki) i Szeroki Mur (za Dziadkiem na północny wschód i wyżej).